# Lonchura vana
Lonchura vana е вид птица от семейство Estrildidae. Видът е световно застрашен, със статут Уязвим.

## Разпространение
Видът е разпространен в Индонезия.